# Български църковни общини в Македония
Българските църковни общини в Македония са гражданско-църковно сдружения на българите екзархисти в областта. Повечето такива общини са създадени в средата на XIX век по време на борбата за българска църковна независимост и постепенно се отделят от Цариградската патриаршия, за да преминат в лоното на Българската екзархия, призната през 1870 година. За времето на съществуването си църковните общини са основен двигател за развитието на културата и просветата на македонските българи и за дълго време са основните институции, чрез които се съхранява българщината. След Балканските войни общините, останали на територията на Сърбия, Гърция и Османската империя, са затворени, а тези в България са преобразувани според държавната образователна система.

## Поява и развитие
По време на Танзимата при управлението на султан Махмуд II започват да се създават условия за развитието на църковното и учебното дело. Въз основа на издаването на Хатихумаюна през 1856 година е въведен закон за поданничеството и народното образование през 1869 година. На базата на този закон започват да се създават църковни общини, които да изграждат църкви и училища, да развиват църковно-училищния живот, както и да намират и издържат учители. В църковните общини участват хора от еснафското и търговското съсловие, които постепенно изтласкват чорбаджийското съсловие, защитаващо най-често пропатриаршистки позиции.
Първите български църковни общини са Велешката, Прилепската от 1838 година и Горноджумайската. Постепенно такива общини са създадени във всички македонски градове и в по-будните села. До създаването на Българската екзархия църковните общини нямат връзка помежду си. С развитието на борбата за църковна независимост монасите от Зографския манастир в Атон започват да подпомагат и постепенно да обединяват църковните общини. Според султанския ферман за основаването на Българската екзархия с гласовете на 2/3 от църковните общини става възможно присъединяването им към Българската екзархия. По този начин през 1874 година към първата екзархийска българска Велешка епархия се присъединяват Скопска и Охридска епархия. През 1878 година на Великите сили е изпратен Мемоар на българските църковно-училищни общини в Македония, с искане за прилагане на Санстефанския договор.
През 1882 година Наум Спространов дава инициатива за създаване на устав на Солунската община, който е съобразен с изискванията на Българската екзархия и поради общите му начертания се прилага за всички български общини в Македония. Дотогава общините действат спонтанно и по подобие на гръцките църковно-училищни общини. В 1883/1884 година към Екзархията е формиран училищен отдел, който да ръководи просветната дейност в Македония и да разпределя финансовите средства за тях, изпратени от България. Срещу силно централизираната политика на Екзархията относно църковните общини и образователната система се обявява създадената през 1893 година Вътрешна македоно-одринска революционна организация. Антиекзархийското движение е подето от революционерите публицисти Гьорче Петров, Петър Попарсов и други, като в крайна сметка спорът е решен в полза на ВМОРО, революционното движение се обединява с еволюционното, а Екзархията приема списъци с учители революционери, които разпределя по места, за да създават революционни комитети.

## Структура и правомощия
Църковните български общини се състоят средно от 8 – 12 члена, избирани чрез гласуване от местното население. Ръководството на църковната община се състои от председател, ковчежник и църковен епитроп, както и училищни настоятели. Средствата за издържане на църковно-училищното дело се събират от дарения в пари и натура, и от наем на движимо или недвижимо имущество.
На институционално ниво църковните общини представят българите в местните съвети – меджлиси, където защитават интересите на македонските българи християни. Те могат да взимат решения по църковни, просветни, съдебни и социални въпроси.
Между 1871 – 1909 година българите екзархисти са разпределени на епархии, начело с митрополити или с църковни общини с архиерейски наместници, в тези епархии без назначен от султана митрополит. Председателите на църковните общини са духовни лица, назначени пряко от Екзарха. След Младотурската революция от юли 1908 година се появяват условия за промени. В митрополийските градове са назначени управляващи епархията, които кореспондират пряко с екзарха от една страна и с църковните общини от друга, които са преименувани в наместничества.